# 鍋に弾丸を受けながら
『鍋に弾丸を受けながら』（なべにたまをうけながら）は、原作：青木潤太朗、作画：森山慎による日本の漫画作品。KADOKAWAのウェブコミック配信サイト『コミックNewtype』にて2021年5月から月刊連載中。公式略称は『鍋弾（なべたま）』。
「危険な場所ほど美味いものがある」をテーマに、一般的な旅行ガイドやグルメガイドなどには絶対載らないような食べ物を、原作者の実体験を交えながら紹介する「ノンフィクション＆カオス＆ハードグルメリポートコミック」。作中に登場する人物、場所、料理等は全て実在するものとされている。ただし、主人公（原作者）曰く「長年の二次元コンテンツの過剰摂取により脳が壊れており、自分はおろか周囲すべての人間が美少女に見えてしまう」ため、登場人物の容姿はほぼ全員が美少女として描かれている。

## 主な登場人物
ジュンタロー
本作の主人公で、原作者・青木潤太朗本人。釣りと旅行、そして二次元コンテンツをこよなく愛する、福岡県北九州市出身・漫画原作者の30代男性。長年に渉る二次元コンテンツの過剰摂取により脳が壊れてしまったため、彼の五感を通して観測する本作の世界には基本的に美少女しかおらず、自身の姿も黒髪ロングの美少女となっている。
友人Kの「治安の良い国は70点から90点のものがどこでも食える、しかし危険なところには20点か5万点のどちらかしかない」という言葉を受け、取材旅行や趣味の釣行で向かった先々で「5万点」の食体験を探し求める。
ポルトガル語などのロマンス語圏では「ジュンターロ」と呼ばれることが多い。
友人K
ジュンタローの釣友。会社社長。ジュンタロー以上に様々な外国を訪れており、彼の「治安の悪い場所の料理は美味いと思いませんか？」という発言が本作執筆のきっかけとなった。
ロブ
アメリカ・シカゴ在住の釣り人。生粋のシカゴリアンで、「シカゴ・フィッシング・クラブ」の代表でもある。シカゴへの初旅行のために情報収集をしていたジュンタローとFacebookを通じて知り合い、彼の初めての外国人の友達となった。当時の愛車は白いシボレー（後に別車種に乗り換え）。
ロドリゴ
ジュンタローの釣友で、アマゾン生まれのブラジル人。現地では「ちょっと有名な釣り名人」で「ちょっとお金持ち」な超美形の男性で、アマゾナスなどで複数のリゾートロッジを経営している。紳士的な性格だが、彼の前で何かに言及すると、すぐにその現物を持ってこようとする癖がある。
マリオザン
ロドリゴの親友で、ブラジルでは高名な釣り名人。複数魚種の世界記録保持者であり、トカンチンスでロドリゴとの共同出資によるフィッシングロッジを経営している。
デビッド
ジュンタローの釣友で、アメリカ・オレゴン州在住の親日家。釣り好きが高じてバスボートの操縦に熟達した結果、世界最速クラスのボートメーカー・アリソンボートのテストドライバーを務めている。

## 作風とテーマ
本作は世界中の危険地帯で親しまれる美食を題材とした漫画である。
作中に出てくる料理については、青木が初めて知ったものもあれば、事前に調べていたものもある。たとえば、第1話に登場する ロモアールトラボ（拷問焼き）はラテンアメリカやスペインではよく知られた調理法ではあるものの、青木は実際に見るまでは知らなかった。一方、第2話に登場するイタリアンビーフは青木が旅行前にYoutubeで調べ、シカゴに住む友人のロブに頼んで実現した。
また、日本で味わうことができない理由が記されている食材や料理もある。たとえば、第3話で取り上げられたパイナップルの場合、そのジュースは「鮮烈な甘さの中に乳飲料のようなまろやかさがある」「キンモクセイのような香りがする」といった表現がされている一方、腐る一歩手前まで完熟させたため、日本に輸入できないとされている。
本作の主人公である原作者・青木が「長年の二次元コンテンツの過剰摂取により脳が壊れており、自分はおろか周囲すべての人間が美少女に見えてしまう」という設定から、原則として登場人物が美少女で描かれており、それがポップさを出しているという意見もある。
「危険地帯の美食」というテーマを扱った作品としては、テレビ番組『ハイパーハードボイルドグルメリポート』（テレビ東京）があるが、同作は人に重きが置かれているのに対し、本作では食に重きが置かれている。

## 制作背景
本作のもとになった企画がうまれたのは、青木が担当編集者の編田あつむと出会う前の2019年ごろで、連載が決まったのは2021年1月である。
作画担当者である森山慎は青木とは10年来の知り合いで、2人ともアイドルマスターシリーズのファンだったことから、自分たちの好きな要素をうまく取り入れた作品を作りたいと考えていた。当初は青木の趣味である釣りを題材とした漫画になる予定だった。青木は釣り漫画の代表的な作品である『釣りキチ三平』を男同士の仲の良さを主題としていると受け止めており、女の子同士の関係性でもできると考えていた。ところが、釣り道具は描きにくいうえ、釣りの楽しみは内向的であることから万人受けするとは言えず、連載には至らなかった。その矢先、青木は友人Kから「治安の悪い場所の料理は美味い」という話を聞き、本作を制作するきっかけとなった。加えて、主人公を青木自身にしたうえで、「脳が壊れているから、すべての人間が美少女に見える」という設定のノンフィクションを提言したところ、森山も興味を示した。
このアイデアもなかなか編集会議で通らない中、青木は漫画編集を専門とする円伎堂株式会社の代表・編田あつむと出会う。編田が担当していた別作品『フードコートで、また明日。』で作者が自由にしていたことに加え、編田自身がバ美肉を実践していたことから、青木はTwitterのダイレクトメッセージで編田に接触した。また、編田も青木の別作品『℃りけい。』を気に入っており、この企画も面白そうだと思った。「コミックNewtype」編集部としては、コロナウイルスの流行による外出制限下において旅ものをやる利点や、リアリティのあるレポートとして仕上がっているところを前面に押すこととした。さらに、前述の『ハイパーハードボイルドグルメリポート』が当時放送されていたことから、このようなテーマが受け入れられる余地があるとして、連載が決まった。
編田はカオスさを大事にするという方針を立てており、たとえば前述の第1話の導入部はメキシカンマフィアによる処刑の手順が語られており、校正担当者から誤解を招くという指摘が寄せられた際はある程度の誤解を許容する判断を示した。
連載を始めたのが、コロナウイルスが流行していた時だったため、物語の大半はそれ以前の出来事である。
なお、青木はブラジルのファビュラをはじめとする危険地帯を取材しているが、現地の友人が同行していたことや、相手が武器を出してくることはなかったので怖い思いまではしていないと、デイリー新潮とのインタビューの中で話している。

## 単行本
- 青木潤太朗（原作）・森山慎（作画） 『鍋に弾丸を受けながら』 KADOKAWA、既刊4巻
  1. 2022年1月8日発売[8]、ISBN 978-4-04-112097-2
  2. 2022年8月10日発売[9]、ISBN 978-4-04-112697-4
  3. 2023年3月10日発売[10]、ISBN 978-4-04-113487-0
  4. 2023年12月11日発売[11]、ISBN 978-4-04-114270-7
  5. 2024年10月10日発売[12]、ISBN 978-4-04-115345-1

## ボイスコミック
YouTube「KADOKAWA Anime Channel」にて公開中。
第1話「マフィアの拷問焼き」
単行本第1巻発売記念として公開。作中の設定通り、登場人物の見た目は全て美少女でありながら、声は男性声優が演じている。
声の出演
- ジュンタロー：武内駿輔
- 友人K：中田譲治
- ピエロ：髙坂篤志
- メンドーサ：拝真之介
- キャンプの男達：常盤昌平、鈴木将之

第13話「ささみのチーズ挟みフライ定食」
単行本第3巻発売記念として公開。一人語りの怪談としてアレンジされている。
声の出演
- 語り手：怪談家ぁみ

## 反響
編田は第1話が面白いと感じていたものの、実際公開した時の読者の反応からやはり頭のおかしい漫画だと思い知らされたと語っているのに対し、あまり自信を持てなかった青木は想像以上に大きな反響をもらえてうれしかったと振り返っている。
また、読者の中には作中に出てきた料理を実際に作った者もいた。

### 評価
産経新聞の本間英士は、本作の漫画としての表現や旅の着眼点が斬新だとしている。